# Bïrjan Kwl'bekov
Bïrjan Amangel'dıwlı Kwlbekov (in kazako Биржан Амангельдыулы Кульбеков?; 22 aprile 1994) è un calciatore kazako, difensore dello Shahter Qaraǵandy.

## Palmarès

### Competizioni nazionali
- Campionato kazako: 2

Astana: 2015, 2016
- Coppa del Kazakistan: 1

Astana: 2016